# Булгакова Людмила Петрівна
Людми́ла Петрі́вна Булга́кова (Булга́кова-Си́тник; 25 березня 1953, місто Лозова Харківської області) — український історик, краєзнавець. Дослідниця подільської народної вишивки. Кандидат історичних наук (2000). Дружина доктора історичних наук Олександра Ситника.

## Життєпис
1982 року закінчила історичний факультет Київського університету. Працювала в Тернопільському обласному краєзнавчому музеї у 1982–1985 і 1986–1990 роках, а у 1985–1986 роках викладала в Запорізькому університеті.
Від 1990 року працює головним зберігачем фондів Музею етнографії та художнього промислу Інституту народознавства НАН України у Львові.
Автор понад 100 наукових публікацій, автор і співавтор семи монографій. Серед них «Подільська народна вишивка» (2005, друге видання — 2010), «Борщівські сорочки з колекції Віри Матковської» (2008).